# Ветог (Конектикат)
Ветог (енгл. Weatogue) насељено је место без административног статуса у америчкој савезној држави Конектикат.

## Демографија
По попису из 2010. године број становника је 2.776, што је 29 (-1,0%) становника мање него 2000. године.
| Група             | 2000.         | 2010.         |
| Белци             | 2.643 (94,2%) | 2.463 (88,7%) |
| Афроамериканци    | 21 (0,7%)     | 37 (1,3%)     |
| Азијати           | 66 (2,4%)     | 146 (5,3%)    |
| Хиспаноамериканци | 48 (1,7%)     | 72 (2,6%)     |
| Укупно            | 2.805         | 2.776         |